# 776
Évszázadok: 7. század – 8. század – 9. század
Évtizedek: 720-as évek – 730-as évek – 740-es évek – 750-es évek – 760-as évek – 770-es évek – 780-as évek – 790-es évek – 800-as évek – 810-es évek – 820-as évek
Évek: 771 – 772 – 773 – 774 –  775 – 776 – 777 – 778 – 779 – 780 – 781

## Események

### Európa
- A beteges IV. León bizánci császár 5 éves fiát, Kónsztantinoszt nevezi ki trónörökösnek. Féltestvére, Niképhorosz, aki eddig abban reménykedett, hogy ő lesz az örökös, összeesküvést szervez bátyja megbuktatására. Tervére fény derül, de a császár csak megfosztja őt címeitől, míg társait szerzetesként a krími Kherszonészoszba száműzi.
- Hrodgaud friuli herceg (valószínűleg a beneventói II. Arechis segítségével) fellázad Nagy Károly ellen és királlyá kiáltja ki magát. Károly, akit I. Adorján pápa már idejekorán figyelmeztetett, az év elején Itáliába vonul, leveri a lázadást és kivégezteti Hrodgaudot. Utódjául a király Marcariust nevezi ki.
- Adorján pápa és Nagy Károly rendezik a Spoletói Hercegség hovatartozását (Hildeprand herceg a Longobárd Királyság bukásakor a pápának tett hűségesküt) és az a frankokhoz kerül.
- A szászok ismét fellázadnak, betörnek a frank területre és ismét elpusztítják Eresburgot. Nagy Károly Itáliából az északi határra siet és legyőzi a szászokat, akiknek vezére, Widukind a dánokhoz menekül.
- II. Ecgberht kenti király fellázad a merciai dominancia ellen és Otfordnál legyőzi Offa királyt.
- Először említik az ausztriai Wels városát.

## Születések
- Amr ibn Bahr al-Dzsáhiz, arab író

## Halálozások
- Hrodgaud, friuli herceg

## Fordítás
- Ez a szócikk részben vagy egészben  a(z)   776 című angol Wikipédia-szócikk ezen változatának fordításán alapul.  Az eredeti cikk szerkesztőit annak laptörténete sorolja fel. Ez a jelzés csupán a megfogalmazás eredetét és a szerzői jogokat jelzi, nem szolgál a cikkben szereplő információk forrásmegjelöléseként.